# Elecciones provinciales de Argentina de 1987
Las elecciones provinciales de Argentina de 1987 tuvieron lugar el domingo 6 de septiembre del mencionado año con el objetivo de renovar las veintidós gobernaciones que componían la federación en ese momento, así como la mitad del Consejo Deliberante de la ciudad de Buenos Aires, Capital Federal y la totalidad del Poder Legislativo del Territorio Nacional de Tierra del Fuego. Fue la segunda renovación gubernativa desde la restauración democrática en 1983, y la primera vez desde 1962 en la que los gobernadores incumbentes llegaban a completar su mandato. Se realizaron en simultáneo con las elecciones legislativas de medio término a nivel nacional.
En un contexto económico y político desfavorable para el gobierno de Raúl Alfonsín, de la Unión Cívica Radical (UCR), el oficialismo resultó derrotado en veinte de las veintitrés circunscripciones electorales. El principal partido de la oposición, el Partido Justicialista (PJ), obtuvo una victoria aplastante a nivel provincial, tomando el control de diecisiete de las veintidós gobernaciones. En las tres provincias gobernadas por fuerzas de carácter provincial (Corrientes, Neuquén, y San Juan) dichas formaciones retuvieron el gobierno. La UCR perdió el control de la crucial provincia de Buenos Aires, depositaria de un 38% del electorado registrado en el país, a manos del peronista renovador Antonio Cafiero, así como otros distritos de importancia como Mendoza y Entre Ríos. El único distrito de peso que retuvo con éxito fue Córdoba, con Eduardo Angeloz, el gobernador incumbente, como candidato. En la provincia de Río Negro, el radical Horacio Massaccesi se impuso debido al contrapeso entre el PJ y una fuerza provincial de derecha, el Partido Provincial Rionegrino. La UCR también retuvo la mayoría en el Consejo Deliberante de Capital Federal, cuyo intendente era designado por el presidente de la Nación, lo mismo que el gobernador de Tierra del Fuego.
En la provincia de Tucumán, la división del peronismo oficialista provocó que el radicalismo fuese la fuerza más votada, con Rubén Chebaia como candidato, pero debido al sistema de Colegio Electoral imperante en la provincia, el justicialista José Domato fue elegido en última instancia para el cargo, habiendo quedado en segundo puesto. La elección tucumana destacó también a nivel nacional debido a que el represor y exgobernador de facto durante la dictadura, Antonio Domingo Bussi, conocido por su actitud particularmente represiva durante el régimen militar, beneficiado recientemente por las Leyes de Punto Final y Obediencia Debida, conocidas como "leyes de impunidad" y pudiendo presentar su candidatura gracias a ellas, obtuvo un cuarto puesto resonante con algo más del 18% de los sufragios. Los cargos electos asumieron el 10 de diciembre.

## Cronograma
| Distrito                          | Fecha                   | Gobernador                | Partido | Partido                     | Alianza nacional | Alianza nacional     | Diputados | Senadores | Consulta popular | Convencionales |
| --------------------------------- | ----------------------- | ------------------------- | ------- | --------------------------- | ---------------- | -------------------- | --------- | --------- | ---------------- | -------------- |
| Buenos Aires (Ver detalle)        | 6 de septiembre de 1987 | Antonio Cafiero           |         | Partido Justicialista       |                  | Frente Justicialista | 46        | 23        | No elige         | No elige       |
| Capital Federal                   | 6 de septiembre de 1987 | No elige                  | 30      | No elige                    | No elige         | No elige             |           |           |                  |                |
| Catamarca (Ver detalle)           | 6 de septiembre de 1987 | Vicente Saadi             |         | Partido Justicialista       |                  | Frente Justicialista | 18        | 8         | No elige         | No elige       |
| Chaco (Ver detalle)               | 6 de septiembre de 1987 | Danilo Baroni             |         | Partido Justicialista       |                  | Frente Justicialista | 16        | No elige  | No elige         | No elige       |
| Chubut (Ver detalle)              | 6 de septiembre de 1987 | Néstor Perl               |         | Partido Justicialista       |                  | Frente Justicialista | 27        | No elige  | No elige         | No elige       |
| Córdoba (Ver detalle)             | 6 de septiembre de 1987 | Eduardo Angeloz R         |         | Unión Cívica Radical        |                  | Sin alianza nacional | 66        | 32        | No elige         | No elige       |
| Corrientes (Ver detalle)          | 6 de septiembre de 1987 | Ricardo Guillermo Leconte |         | Partido Liberal             |                  | Sin alianza nacional | 13        | 4         | No elige         | No elige       |
| Entre Ríos (Ver detalle)          | 6 de septiembre de 1987 | Jorge Pedro Busti         |         | Partido Justicialista       |                  | Frente Justicialista | 28        | 16        | No elige         | No elige       |
| Formosa (Ver detalle)             | 6 de septiembre de 1987 | Vicente Joga              |         | Partido Justicialista       |                  | Frente Justicialista | 15        | No elige  | No elige         | No elige       |
| Jujuy (Ver detalle)               | 6 de septiembre de 1987 | Ricardo de Aparici        |         | Partido Justicialista       |                  | Frente Justicialista | 33        | No elige  | No elige         | No elige       |
| La Pampa (Ver detalle)            | 8 de septiembre de 1987 | Néstor Ahuad              |         | Partido Justicialista       |                  | Frente Justicialista | 21        | No elige  | No elige         | No elige       |
| La Rioja (Ver detalle)            | 6 de septiembre de 1987 | Carlos Menem R            |         | Partido Justicialista       |                  | Frente Justicialista | No elige  | No elige  | No elige         | No elige       |
| La Rioja (Ver detalle)            | 15 de noviembre de 1987 | No elige                  | 18      | No elige                    | No elige         | No elige             |           |           |                  |                |
| Mendoza (Ver detalle)             | 8 de septiembre de 1987 | José Octavio Bordón       |         | Partido Justicialista       |                  | Frente Justicialista | 24        | 19        | Sí               | No elige       |
| Misiones (Ver detalle)            | 6 de septiembre de 1987 | Julio César Humada        |         | Partido Justicialista       |                  | Frente Justicialista | 20        | No elige  | No elige         | No elige       |
| Neuquén (Ver detalle)             | 6 de septiembre de 1987 | Pedro Salvatori           |         | Movimiento Popular Neuquino |                  | Sin alianza nacional | 25        | No elige  | No elige         | No elige       |
| Río Negro (Ver detalle)           | 6 de septiembre de 1987 | Horacio Massaccesi        |         | Unión Cívica Radical        |                  | Sin alianza nacional | 36        | No elige  | No elige         | 36             |
| Salta (Ver detalle)               | 6 de septiembre de 1987 | Hernán Hipólito Cornejo   |         | Partido Justicialista       |                  | Frente Justicialista | 60        | 11        | No elige         | No elige       |
| San Juan (Ver detalle)            | 2 de agosto de 1987     | Carlos Gómez Centurión    |         | Partido Bloquista           |                  | Sin alianza nacional | 42        | No elige  | No elige         | No elige       |
| San Luis (Ver detalle)            | 6 de septiembre de 1987 | Adolfo Rodríguez Saá R    |         | Partido Justicialista       |                  | Frente Justicialista | 28        | 9         | No elige         | No elige       |
| Santa Cruz (Ver detalle)          | 6 de septiembre de 1987 | Ricardo Jaime del Val     |         | Partido Justicialista       |                  | Frente Justicialista | 12        | No elige  | No elige         | No elige       |
| Santa Fe (Ver detalle)            | 6 de septiembre de 1987 | Víctor Reviglio           |         | Partido Justicialista       |                  | Frente Justicialista | 50        | 19        | No elige         | No elige       |
| Santiago del Estero (Ver detalle) | 6 de septiembre de 1987 | César Iturre              |         | Partido Justicialista       |                  | Frente Justicialista | 45        | No elige  | No elige         | No elige       |
| Tierra del Fuego                  | 6 de septiembre de 1987 | No elige                  | 15      | No elige                    | No elige         | No elige             |           |           |                  |                |
| Tucumán (Ver detalle)             | 6 de septiembre de 1987 | José Domato               |         | Partido Justicialista       |                  | Frente Justicialista | 20        | 10        | No elige         | No elige       |
| R: Reelecto                       |                         |                           |         |                             |                  |                      |           |           |                  |                |

## Capital Federal
|  | 38,45 % |

|  | 24,08 % |

|  | 18,49 % |

|  | 4,53 % |

|  | 4,16 % |

|  | 3,14 % |

|  | 2,58 % |

|  | 1,71 % |

|  | 1,35 % |

|  | 0,72 % |

|  | 0,34 % |

|  | 0,21 % |

|  | 0,18 % |

|  | 0,09 % |

|  | 98,31 % |

|  | 1,33 % |

|  | 0,37 % |

|  | 84,34 % |

|  | 100 % |

## Tierra del Fuego
|  | 42,22 % |

|  | 28,32 % |

|  | 15,93 % |

|  | 5,77 % |

|  | 3,40 % |

|  | 1,14 % |

|  | 0,99 % |

|  | 0,94 % |

|  | 0,72 % |

|  | 0,57 % |

|  | 96,24 % |

|  | 2,86 % |

|  | 0,91 % |

|  | 74,85 % |

|  | 100 % |